# Clydebank FC (1965)
Clydebank FC is een Schotse voetbalclub uit Clydebank in West Dunbartonshire.

## Geschiedenis
In 1964 beslisten de eigenaars van East Stirlingshire FC uit Falkirk om te fuseren met Clydebank Juniors, een team dat in 1899 opgericht werd. De fusieclub ging als East Stirlingshire Clydebank in Clydebank spelen en nam de plaats van East Stirlingshire over in de tweede klasse. De fans van beide clubs waren echter gekant tegen de fusie en na zelfs een aantal rechtszaken werd de fusie na één seizoen ongedaan gemaakt en keerde East Stirlingshire terug naar Falkirk.
Clydebank Juniors keerde niet meer terug en in de plaats werd een nieuwe club opgericht die Clydebank FC heette. De club startte in de Combined Reserve League en werd een jaar later toegelaten tot de Football League. In 1975 werd de derde klasse ingevoerd waardoor de club dat seizoen degradeerde. Hierna slaagde de club erin twee keer op rij te promoveren, maar in de hoogste klasse kon de club het behoud niet verzekeren. In 1985 volgde een tweede promotie. Deze keer kon de club het twee seizoenen volhouden. Na tien jaar in de tweede klasse zakte de club opnieuw naar de derde klasse en keerde nog terug van 1998 tot 2000 naar de tweede klasse.
In 2002 stond de club op de rand van het faillissement. De supporters wilden dit echter niet laten gebeuren en op enkele dagen tijd werd er heel wat geld bij elkaar gehaald om de club over te nemen. Airdrieonians FC was echter dat jaar failliet gegaan en daar werd de nieuwe club Airdrie United FC gesticht. Nadat Gretna FC de league-plaats van Airdrieonians had ingenomen en de nieuwe club met lege handen achterbleef besloot Jim Ballantyne het noodlijdende Clydebank over te nemen en meer geld te bieden dan de supporters. Ballantyne verhuisde de club naar Airdrie en veranderde de naam.
Clydebank was de eerste club die na de Schotse herstructurering van de liga in 1975 in alle drie de klassen speelde. Intussen heeft Inverness in alle 4 de klassen gespeeld nadat later nog een 4de klasse werd bijgevoegd.
In Clydebank werd er ook een nieuwe club opgericht, Clydebank FC (2003). Airdrie United gaf toestemming voor het gebruik van die naam en logo. Aanvankelijk was het wel enkel een club voor jeugdwerking. In 2020 kreeg dit elftal ook een seniorenploeg.

## Bekende (oud)-speler
- Tom Kaak

## Overzicht seizoenen
| Competitie  | Aantal | Periode                                               |
| ----------- | ------ | ----------------------------------------------------- |
| 1ste klasse | 3      | 1977-1978, 1985-1987                                  |
| 2de klasse  | 29     | 1966-1975, 1976-1977, 1978-1985, 1987-1997, 1998-2000 |
| 3de klasse  | 4      | 1975-1976, 1997-1998, 2000-2002                       |